# Montauban Challenger 1999
Il Montauban Challenger 1999 è stato un torneo di tennis facente parte della categoria ATP Challenger Series nell'ambito dell'ATP Challenger Series 1999. Il torneo si è giocato a Montauban in Francia dal 28 giugno al 4 luglio 1999 su campi in terra rossa.

## Vincitori

### Singolare
Álex López Morón ha battuto in finale  Emanuel Couto con il punteggio di 6–4, 4–6, 6–2

### Doppio
Simon Aspelin /  Ota Fukárek hanno battuto in finale  Ali Hamadeh /  Rogier Wassen con il punteggio di 6–3, 6–4